# سالم جابر الأحمد الصباح
الشيخ الدكتور سالم جابر الأحمد الصباح (1947 )، مستشار سابق في ديوان رئيس مجلس الوزراء الكويتي، وهو الابن الثاني لأمير دولة الكويت الثالث عشر الشيخ جابر الأحمد الصباح من زوجته الشيخة شريفة الحمد المبارك الصباح.

## عن حياته
التحق بوزارة الخارجية بعام 1972 ، وفي عام 1974 عين سكرتيرًا ثانيًا بسفارة الكويت في باريس، وفي عام 1976 حصل على بعثة للحصول على الدكتوراه من جامعة السوربون التي حصل عليها في عام 1979 . وبعد حصوله على الدكتوراه عاد إلى الكويت والتحق بمكتب وزير الخارجية. عين في عام 1985 مديرًا لإدارة مجلس التعاون لدول الخليج العربية بوزارة الخارجية، وفي عام 1987 عين مندوبًا دائمًا بمقر الأمم المتحدة في جنيف. وفي عام 1992 عين سفيرًا لدى ماليزيا وسفيرًا غير مقيم لدى تايلاند وبروناي. وفي عام 1997 عين سفيرًا لدى سلطنة عمان، وفي عام 2004 سفيرًا لدى إسبانيا. وبعام 2006 عين مستشارًا بديوان رئيس مجلس الوزراء.

## حياته الأسرية
متزوج من الشيخة شيخة العبد الله الخليفة الصباح، ولهما من الأبناء:
- بيبي.
- عبد الله.
- فهد.
- صباح.
- علي.